# Wiedomys
Genre
Espèce
Statut de conservation UICN

 LC  : Préoccupation mineure
Wiedomys pyrrhorhinos est une espèce de la famille des Cricétidés.
On le trouve en Amérique du Sud (Brésil, Paraguay), dans les caatingas, et est parfois appelé pour cette raison souris du caatinguas.
Son pelage est brun sur le dessus et blanc au-dessous. Ses pattes, sa face et sa croupe sont orange vif.
Il construit son nid avec des herbes ou des feuilles dans des cavités précédemment habitées par les termites (murs) ou des oiseaux (arbres). Les bandes comportant des individus d'âge varié partagent les mêmes nids.